# Национальный медицинский исследовательский центр реабилитации и курортологии
«Национальный медицинский исследовательский центр реабилитации и курортологии» (ФГБУ «НМИЦ РК» Минздрава России) — научно-исследовательское учреждение, созданное на базе Государственного центрального института курортологии (1918 год) и Государственного института физиотерапии (1920 год).

## История

### Государственный институт физиотерапии
По инициативе Московского физико-терапевтического общества в 1911—1912 годах был разработан проект создания в Москве Института физических методов лечения с клиникой и экспериментальной базой. Утверждён он был уже в советское время, 20 мая 1920 года, решением коллегии Наркомздрава РСФСР. Институту выделили здание на улице Петровке, дом 25. Его организацией руководил профессор Самуил Борисович Вермель.
В первые годы большое внимание Государственный институт физиотерапии уделял лечебной гимнастике и массажу, протезному делу, профессиональному обучению военных инвалидов, спортивной медицине. Одной из главных задач института было развитие и внедрение методов физиотерапии в работу практических учреждений. Постепенно открывались клинические отделения (терапии, неврологии, ортопедии). В 1922 году открылась биофизическая лаборатория. На небольшом заводике «Бюро точной механики» в это же время началось конструирование и изготовление первых моделей отечественной физиотерапевтической аппаратуры.

### Государственный центральный институт курортологии

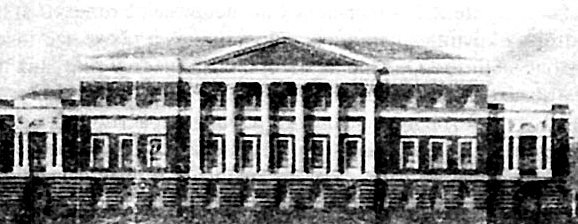
Государственный институт физиотерапии

В 1918 году в Москве по адресу: улица Садово-Самотечная, дом 10, в помещении бывшей гимназии военным ведомством совместно с Наркомздравом был развёрнут Бальнеологический отборочный госпиталь на 200 коек, в функции которого входила сортировка раненых и больных перед направлением их на курорты. С 1920 он назывался Курортный распределительный госпиталь. В деятельности госпиталя чётко просматриваются и элементы научного подхода к проблеме, а именно: создавались первые инструкции, определяющие показания и противопоказания к направлению на курорты, изучались непосредственные и отдалённые результаты бальнеотерапии при различных заболеваниях и травмах.
В феврале 1921 в Москве состоялся Всероссийский съезд по курортному делу. На основе положений И. А. Багашева съезд в своих постановлениях рекомендовал создать в Москве центральный научный институт по изучению курортов Республики. В июле 1921 в помещении Курортного распределительного госпиталя были открыты 3 отделения Центральной курортной клиники на 60 коек (директор — Василий Александрович Александров). Среди задач клиники были диагностика и изучение клинического течения заболеваний, подлежащих лечению на курортах, исследование лечебного действия физических факторов, методологическая работа и подготовка кадров курортологов.
16 июля 1926 клиника была переименована в Государственный институт курортологии, а 26 сентября 1926 — в Государственный центральный институт курортологии. Новые подразделения, обновление научных кадров, установка нового оборудования, расширение перечня бальнеопроцедур и других методов лечения, издание научных трудов — всё это позволило институту занять место ведущего научного учреждения.

Виды лечебных процедур в Государственном центральном институте курортологии
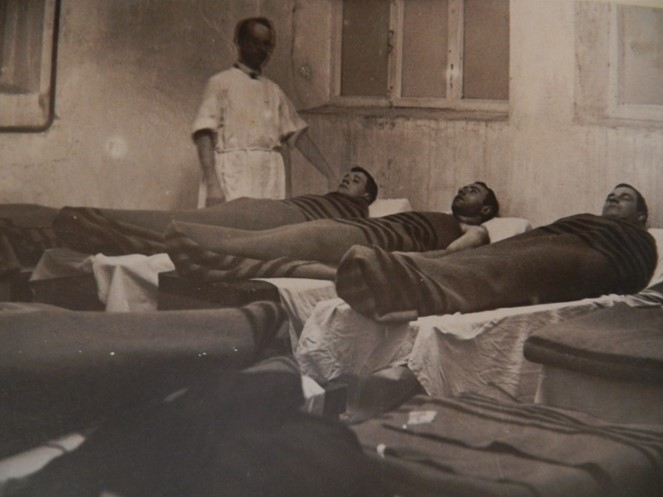
Бальнеолечебница Государственного центрального института курортологии (1930-е гг.)
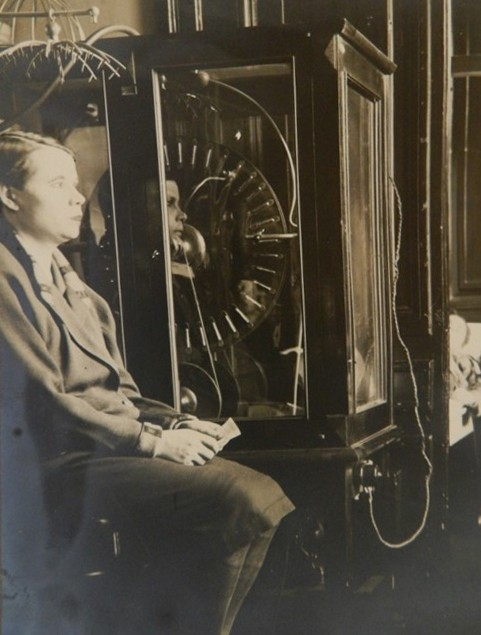
Физиотерапевтическое лечение в Государственном центральном институте курортологии (1930-е гг.)
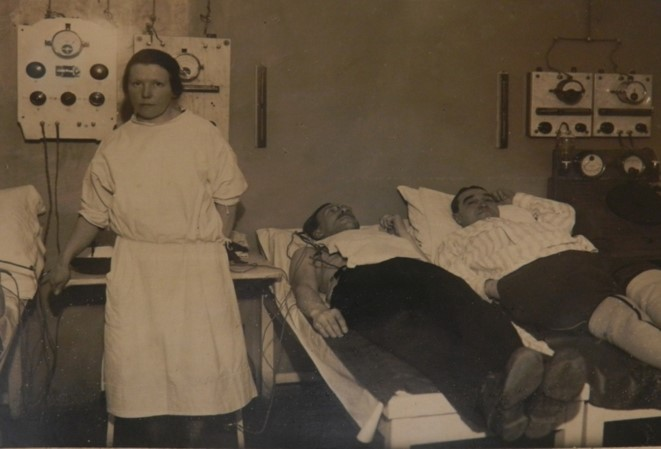
Физиотерапевтическое лечение в Государственном центральном институте курортологии (30-е гг. XX.)
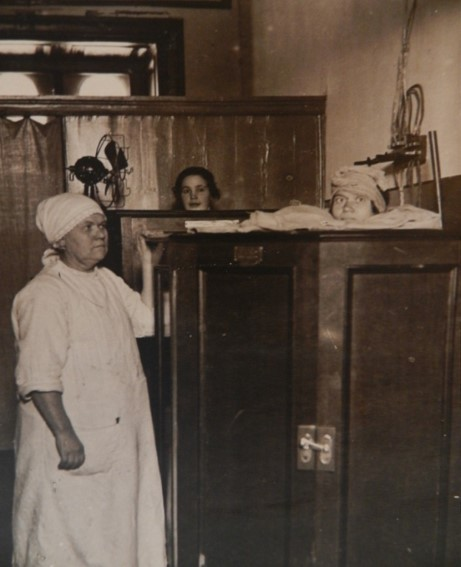
Бальнеолечебница Государственного центрального института курортологии (1930-е гг.)

В 1934 институт получил земельный участок по Большому Новинскому переулку на месте бывшего Новинского монастыря. Был создан проект институтского комплекса и, несмотря на значительные трудности, основное крыло комплекса было построено. Институт, не прерывая работы, перебрался в специально оснащённое новое помещение, которое отличалось богатой отделкой, сделанной по специальным заказам (от оконных рам и панелей из ценных пород дерева до стекла, дверных ручек, светильников, штор и постельного белья).

### Центральный НИИ курортологии и физиотерапии
В 1958 Государственный центральный институт курортологии и Государственный институт физиотерапии были объединены в Государственный НИИ курортологии и физиотерапии Министерства здравоохранения РСФСР, который через 2 года был передан Минздраву СССР с изменённым названием — Центральный НИИ курортологии и физиотерапии. Институт стал лидером среди однопрофильных научных учреждений разных регионов СССР (всего число НИИ, филиалов и самостоятельных лабораторий доходило до 24), с этого момента многие из них также указывали в своих наименованиях обе основные области специализации.
В 1966 Центральный НИИ курортологии и физиотерапии возглавил профессор Юрий Ефимович Данилов.
При нём возрос авторитет головного института, более тесным стало взаимодействие профильных НИИ курортологии и физиотерапии. Территория, прилегающая к институту, была очищена от бревенчатых бараков. Было начато строительство загородной клиники в посёлке Юдино Одинцовского района Подмосковья.
В этот же период стараниями профессора В. Т. Олефиренко была капитально перестроена бальнеолечебница и пробурены две скважины, подававшие естественную минеральную воду для наружного и внутреннего применения. Питьевая галерея для общего пользования, оформленная в виде оранжереи, по качеству интерьера не уступала курзалам лучших зарубежных курортов.
За заслуги в развитии своей отрасли науки и в подготовке кадров Центральный НИИ курортологии и физиотерапии в 1973 был награждён орденом Трудового Красного Знамени. На смену Ю.Е. Данилову в 1976 году пришел Василий Михайлович Боголюбов, руководивший учреждением до 1998 года.

### Российский научный центр восстановительной медицины и курортологии
В 1998 году НИИ был реорганизован в Научный центр восстановительной медицины и курортологии Минздрава России, директором которого был назначен член-корреспондент РАМН (ныне — академик РАМН), профессор Александр Николаевич Разумов. В дальнейшем наименование Центра было уточнено как «Российский научный центр восстановительной медицины и курортологии Минздравсоцразвития РФ», был подтверждён статус Центра как головного учреждения страны в его профессиональной области.

Основная задача в работе Федерального государственного учреждения «Российский научный центр восстановительной медицины и курортологии Минздравсоцразвития России» — объединение первичной и вторичной профилактики, охраны здоровья здорового человека и медицинской реабилитации.

К концу 20 века основное здание института устарело. В связи с необходимостью создания на базе существующих традиций и ресурсов нового центра федерального уровня, который бы соответствовал современным требованиям, разработан проект создания на этом месте уникального современного многофункционального оздоровительно-реабилитационного и научно-образовательного комплекса.

В октябре 2010 года директором Научного центра восстановительной медицины и курортологии Минздрава России назначен заслуженный врач Российской Федерации Виктор Александрович Линок.

С 2011 года по 2017 год учреждение называлось «Российский научный центр медицинской реабилитации и курортологии» Минздравсоцразвития Российской Федерации 

В 2017 г. учреждение получило статус национального и стало именоваться ФГБУ «Национальный медицинский исследовательский центр реабилитации и курортологии» Минздрава России.

### Национальный медицинский исследовательский центр реабилитации и курортологии
Сегодня Центр имеет в своём составе научные подразделения (отделы и лаборатории) по ряду направлений — клинических, медико-биологических и психологических проблем медицинской реабилитации, курортологии и физиотерапии, рефлексотерапии и традиционных методов лечения.
В структуру Центра входят:

- Научно-исследовательское управление
- Научно-клинический Центр
- Образовательный Центр
- Центр организации санаторно-курортного дела
- Центр экспертизы природных лечебных ресурсов

Научно-клинические филиалы:
- лечебно-реабилитационный клинический центр «Юдино» в Подмосковье
- санаторно-курортный комплекс «Вулан» (пос. Архипо-Осиповка, Краснодарский край)
- санаторий «Горный воздух» (г. Железноводск)
- санаторий им. И. М. Сеченова (г. Ессентуки)
- санаторий «Россия» (г. Ессентуки)
- санаторий «Кавказ» (г. Кисловодск)
- лечебно-реабилитационный клинический центр «Курортная больница» (г. Кисловодск)

Филиалы ФГБУ «НМИЦ РК» Минздрава России
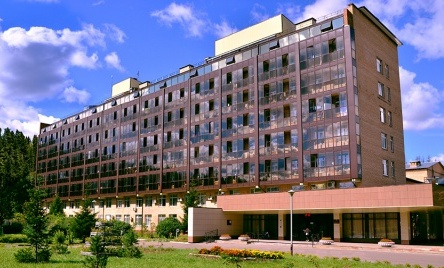
Лечебно-реабилитационный клинический центр "Юдино" - филиал ФГБУ «НМИЦ РК» Минздрава России  (Московская область, с. Юдино)
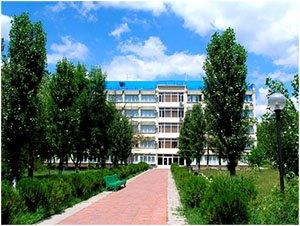
Санаторно-курортный комплекс "Вулан"  - научно-клинический филиал ФГБУ «НМИЦ РК» Минздрава России, г. Геленджик
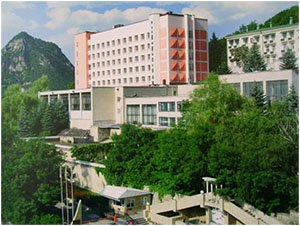
Санаторий "Горный воздух"  - научно-клинический филиал ФГБУ «НМИЦ РК» Минздрава России, г. Железноводск
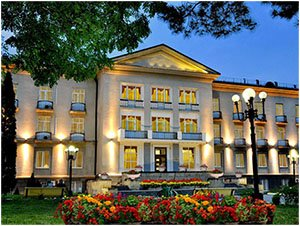
Санаторий имени И.М. Сеченова  - научно-клинический филиал ФГБУ «НМИЦ РК» Минздрава России, г. Ессентуки
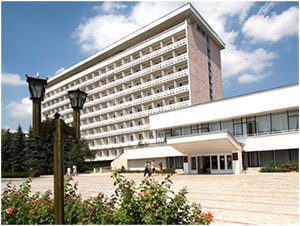
Санаторий "Россия" - научно-клинический филиал ФГБУ «НМИЦ РК» Минздрава России, г. Ессентуки
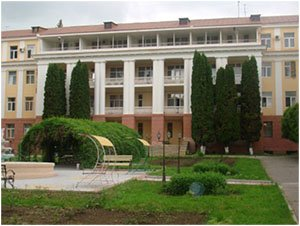
Санаторий "Кавказ" – научно-клинический филиал ФГБУ «НМИЦ РК» Минздрава России, г. Кисловодск
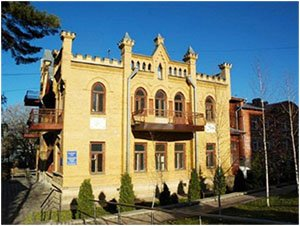
Лечебно-реабилитационный клинический центр "Курортная больница" - филиал ФГБУ «НМИЦ РК» Минздрава России, г. Кисловодск

В головном учреждении Центра на Новом Арбате осуществляется реабилитация пациентов с заболеваниями и травмами нервной системы и опорно-двигательного аппарата, патологией органов сердечно-сосудистой, эндокринной, пищеварительной и мочеполовой систем.
В ФГБУ "НМИЦ РК" Минздрава России широко применяют методы физиотерапии, реализуется практически весь спектр услуг современной гидро-бальнеотерапии, теплолечения, талассотерапии и климатолечения.
Кроме того, активно используются ресурсы лечебной физкультуры: классическая лечебная гимнастика, гидрокинезотерапия и мануальная терапия, применение инновационных роботизированных комплексов с системой воспроизведения виртуальной реальности, механотерапевтическое оборудование и антигравитационная система, создающая состояние невесомости.

Центр выполняет роль головной организации страны по медицинской реабилитации и курортологии. Сегодня ФГБУ "НМИЦ РК" Минздрава России возглавляет доктор медицинских наук Анатолий Дмитриевич Фесюн.

## История названий
- 1918-1920 - Бальнеологический отборочный госпиталь
- 1920-1921 - Курортный распределительный госпиталь
- 1921—1926 — Центральная курортная клиника
- июль 1926 - сентябрь 1926 - Государственный институт курортологии
- сентябрь 1926 - март 1958 — Государственный центральный институт курортологии
- март 1958-август 1960  - Государственный научно-исследовательский институт курортологии и физиотерапии
- август 1960-март 1988 — Центральный научно-исследовательский институт курортологии и физиотерапии
- март 1988 - декабрь1991 — Всесоюзный научный центр медицинской реабилитации и физической терапии
- декабрь 1991- март 1998 — Российский научный центр реабилитации и физиотерапии
- март 1998-июль 1998 — Научный центр восстановительной медицины и курортологии
- июль 1998—2004 — Российский научный центр восстановительной медицины и курортологии Министерства здравоохранения Российской Федерации.
- 2004 -ноябрь 2011 - Российский научный центр восстановительной медицины и курортологии Федерального агентства по здравоохранению и социальному развитию
- ноябрь 2011-2012 — Российский научный центр медицинской реабилитации и курортологии Министерства здравоохранения и социального развития Российской Федерации
- 2012 -июль 2017 - Российский научный центр медицинской реабилитации и курортологии Министерства здравоохранения Российской Федерации
- июль 2017 по н.в. - Национальный медицинский исследовательский центр реабилитации и курортологии Министерства здравоохранения Российской Федерации

## Руководители
| Ф. И. О.директора                 | Годы руководства |
| --------------------------------- | ---------------- |
| Александров Василий Александрович | 1921-1925        |
| Данишевский Григорий Михайлович   | 1925-1937        |
| Кучаидзе Григорий Леонтьевич      | 1937-1943        |
| Сокольников Олег Ипполитович      | 1945-1948        |
| Третьяков Андрей Фёдорович        | 1948-1953        |
| Поспелова Галина Николаевна       | 1953-1966        |
| Данилов, Юрий Ефимович            | 1966-1976        |
| Боголюбов Василий Михайлович      | 1976-1998        |
| Разумов Александр Николаевич      | 1998-2010        |
| Линок Виктор Александрович        | 2010-2014        |
| Герасименко Марина Юрьевна        | 2014-2017        |
| Старцева Наталья Александровна    | 2017-2018        |
| Фесюн Анатолий Дмитриевич         | 2018-н.в.        |